# Andreas Holmqvist
Per Robert Andreas Holmqvist Pedersen, född 23 juli 1981, är en svensk före detta ishockeyspelare. Han är yngre bror till Michael Holmqvist, som också spelade ishockey. Under sin spelarkarriär tog Holmqvist två SM-silver, ett med Linköping HC och ett med moderklubben Djurgårdens IF. Han tog också ett SM-silver med Hammarby IF:s J20-lag. Med Hammarby påbörjade Holmqvist sin seniorkarriär säsongen 2000/01. Två säsonger senare värvades han av Linköping HC i Elitserien. Mellan 2003 och 2005 spelade han i Nordamerika för Hamilton Bulldogs och Springfield Falcons i AHL, samt Pensacola Ice Pilots i ECHL. Han hade sedan tidigare blivit draftad av NHL-klubben Tampa Bay Lightning.
2005 återvände han till Sverige för ytterligare två säsonger med Linköping HC. Därefter spelade han för Frölunda HC och Djurgårdens IF i Elitserien fram till och med säsongen 2011/12. Holmqvist avslutade karriären med spel för Kölner Haie i den tyska ligan. Under sin första säsong med Haie utsågs han både till årets back och årets spelare i DEL. Efter tre säsonger i Tyskland meddelade Holmqvist i februari 2015 att han avslutat sin spelarkarriär. Säsongen 2018/19 gjorde han dock comeback och skrev ett avtal med Kalmar HC i Hockeyettan.
Holmqvist spelade 28 A-landskamper och representerade Tre Kronor vid VM i Lettland 2006, där laget vann guld.

## Karriär

### Klubblag

#### 1999–2005: Början av karriären
Holmqvist inledde sin karriär som ishockeyspelare i moderklubben Djurgårdens IF. Som junior spelade han för Hammarby IF och tog säsongen 1999/00 ett JSM-silver med klubben. Säsongen 2000/01 gjorde Holmqvist seniordebut för Hammarby i Hockeyallsvenskan. På 37 grundseriematcher noterades han för 18 poäng (5 mål, 13 assist) och hade bäst plus/minus-statistik i laget (26). Via playoff tog sig laget till Kvalserien till Elitserien i ishockey 2001, väl där slutade man dock sist. Under sommaren 2001 valdes Holmqvist i NHL Entry Draft i den andra rundan som 61:e spelare totalt av Tampa Bay Lightning. Därefter spelade han ytterligare en säsong för Hammarby, där han stod för 24 poäng på 42 matcher (11 mål, 13 assist). Med sina 97 utvisningsminuter var han den spelare i laget som var mest utvisad.
Den 25 mars 2002 meddelades det att Holmqvist skrivit ett avtal med Linköping HC i SHL. Han gjorde SHL-debut den 24 september 2002 och noterades samtidigt för sitt första SHL-mål, på Joaquin Gage, då Djurgårdens IF besegrades med 3–0. Linköping slutade sist i serien och på 43 grundseriematcher stod Holmqvist för fyra mål och nio assistpoäng. Laget tvingades till spel i Kvalserien, där man lyckades hålla sig kvar i SHL. Trots att Holmqvist hade ett år kvar på sitt avtal med Linköping, meddelades det den 10 juli 2003 att han skrivit ett tvåårsavtal med Tampa Bay Lightning i NHL.
Under sin första säsong i Nordamerika skickades Holmqvist ner till Lightnings farmarklubb ECHL, Pensacola Ice Pilots. På 63 grundseriematcher noterades han för 37 poäng (4 mål, 33 assist). Han spelade också fyra matcher för Hamilton Bulldogs i AHL, där han dock gick poänglös. Säsongen därpå tillbringade Holmqvist med Lightnings farmarklubb i AHL, Springfield Falcons. Han gjorde sitt första AHL-mål den 14 november 2004, på Mathieu Garon, i en 1–6-förlust mot Manchester Monarchs. Holmqvist kallades aldrig upp för spel i NHL och noterades för tolv poäng på 42 matcher med Falcons (tre mål, nio assist).

#### 2005–2012: Spel i Elitserien
Efter två säsonger i Nordamerika meddelades det den 21 juni 2005 att Holmqvist återvänt till Linköping HC, med vilka han skrivit ett tvåårsavtal. Den följande säsongen slutade Linköping på tredje plats i serien och Holmqvist var en av lagets poängmässigt främsta backar. På 46 matcher stod han för 22 poäng, varav sex mål. Därefter spelade han sitt första SM-slutspel. Linköping slog ut Luleå HF med 4–2 i matcher och ledde semifinalserien mot Frölunda HC med 3–1. Frölunda lyckades dock vända serien, och Linköping föll med 3–4. I slutspelet var Holmqvist lagets poängmässigt bästa back med fyra poäng på 13 matcher (ett mål, tre assist). Säsongen 2006/07 var Holmqvist Linköping näst bästa back poängmässigt. På 49 grundseriematcher stod han för 28 poäng (7 mål, 21 assist), endast slagen av Magnus Johansson. I SM-slutspelet slog Linköping ut Luleå HF (4–0) och Färjestad BK (4–1) i kvarts-, respektive semifinal, och laget var därmed klart för sin första SM-finalserie någonsin. Linköping tog en 2–1-ledning i matchserien mot Modo Hockey, men förlorade sedan tre matcher i följd och tilldelades således ett SM-silver. För andra året i rad var Holmqvist Linköpings poängmässigt främsta back i slutspelet. Denna gång noterades han för nio poäng på tolv matcher (fyra mål, fem assist).
Inför säsongen 2007/08 lämnade Holmqvist Linköping HC då han skrivit ett tvåårsavtal med Frölunda HC. Under sin första säsong i klubben var han lagets poängmässigt bästa back. På 49 grundseriematcher gjorde Holmqvist 26 poäng (3 mål, 23 assist). Frölunda slogs omgående ut i SM-slutspelet av Färjestad BK med 4–3 i matcher i kvartsfinal. Under inledningen av sin andra säsong med Frölunda meddelades det den 30 september 2008 att klubben avskedat Holmqvist. Den 20 oktober samma år bekräftade Djurgårdens IF att man skrivit ett korttidskontrakt med Holmqvist. I slutet av november 2008 meddelades det att Djurgården förlängt avtalet med Holmqvist fram till april 2010.
Under sin andra säsong med Djurgården stod Holmqvist för 24 poäng på 51 grundseriematcher. Han vann lagets interna utvisningsliga med 84 utvisningsminuter i grundserien och hade bäst plus/minus-statistik av samtliga backar i serien (22). I det efterföljande SM-slutspelet slog Djurgården ut Brynäs IF och Linköping HC i kvarts-, respektive semifinal (båda serier slutade 4–1). I finalserien mot HV71 stod Holmqvist för två mål, men Djurgården förlorade med 4–2 i matcher. På 15 slutspelsmatcher noterades han för sex poäng, varav tre mål.
Den 10 april 2010 meddelade Djurgårdens IF att man förlängt avtalet med Holmqvist med ytterligare två säsonger. Säsongen 2010/11 var Holmqvist trea i Djurgårdens interna poängliga då han noterades för sin poängmässigt främsta säsong i SHL. På 48 grundseriematcher stod han för 29 poäng (12 mål, 17 assist), med denna notering var han näst bäst bland lagets backar – endast slagen av Josef Boumedienne. I SM-slutspelet tog laget in ett 3–0-underläge i kvartsfinalserien mot Luleå HF till 3-3. Man föll dock i den sjunde och avgörande matchen med 4–3 efter förlängningsspel. Säsongen 2011/12 kom att bli Holmqvists sista som spelare i både SHL och med Djurgårdens IF. I början av serien ådrog sig Holmqvist en ryggskada, vilken höll honom borta från spel hela oktober. Totalt missade han elva matcher i följd. På 40 grundseriematcher stod han för fem mål och nio assistpoäng. Djurgården slutade näst sist i serien och degraderades kort därefter då man slutat på tredje plats i Kvalserien till Elitserien i ishockey 2012. Holmqvist var, tillsammans med Mario Kempe, Djurgårdens poängmässigt bästa spelare under Kvalserien (sju poäng på tio matcher).

#### 2012–2019: Kölner Haie och slutet av karriären

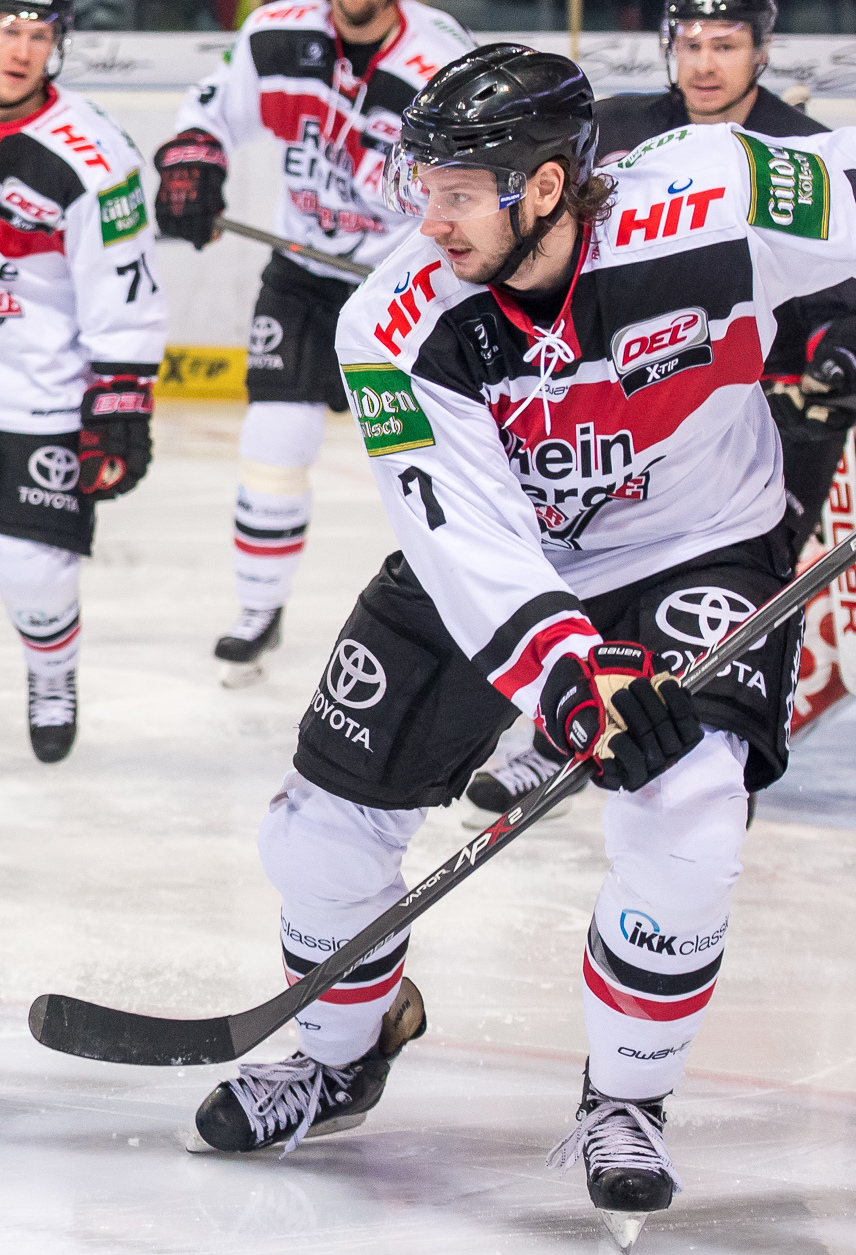
Holmqvist med Kölner Haie.

Den 21 april 2012 bekräftades det att Holmqvist lämnat Sverige för spel i DEL med Kölner Haie, som han skrivit ett ettårsavtal med. Holmqvist gjorde därefter en väldigt lyckad säsong i Tyskland och utsågs både till årets back och årets spelare i ligan. Han vann backarnas poäng-, assist- och skytteliga. På 49 grundseriematcher noterades han för 50 poäng (11 mål, 39 assist), vilket gav honom en åttonde plats i den totala poängligan. Tidigare under säsongen, den 7 december 2012, förlängde han sitt avtal med klubben med ytterligare två säsonger. I slutspelet tog sig Haie till final sedan man i tur och ordning slagit ut Straubing Tigers (4–1) och Grizzly Adams Wolfsburg (3–0). I finalserien föll man mot Eisbären Berlin med 3–1 i matcher. Holmqvist vann lagets interna poängliga även i slutspelet och noterades för tolv poäng på lika många matcher.
Säsongen 2013/14 fick Holmqvist grundserien delvis förstörd på grund av skada och han spelade totalt 35 matcher. Trots detta var han lagets poängmässigt bästa back med 21 poäng (3 mål, 18 assist). Likt föregående säsong lyckades laget ta sig till final i slutspelet. Man slog ut Adler Mannheim (4–1) och Grizzly Adams Wolfsburg (4–1), innan man återigen besegrades i finalserien – denna gång av ERC Ingolstadt med 4–3 i matcher. På 17 matcher stod Holmqvist för ett mål och fem assist. 2014/15 kom att bli Holmqvists sista säsong i DEL. Laget missade slutspel och den 20 februari 2015 meddelade Holmqvist att han hade för avsikt att avsluta sin spelarkarriär vid säsongens slut.
Den 2 december 2018 meddelades det att Holmqvist gjort en comeback då han skrivit ett avtal med Kalmar HC i Hockeyettan, med option på ytterligare en säsong.

### Landslag

#### 2001: Juniorlandslaget
Som junior blev Holmqvist uttagen att spela JVM i Ryssland 2001. Sverige slutade på tredje plats i grupp A och ställdes mot värdnationen i den efterföljande kvartsfinalen. Sverige lyckades besegra Ryssland med 2–3, men föll sedan mot Tjeckien i semifinal med 1–0. I bronsmatchen mot Kanada förlorade Sverige återigen, efter att motståndarna avgjort till 2–1 efter förlängningsspel. På sex matcher noterades Holmqvist för två assistpoäng.

#### 2005–2007: A-landslaget
Holmqvist gjorde debut i A-landslaget under Ceská Pojištovna Cup den 1 september 2005. Den 2 september 2006 gjorde han sitt första A-landslagsmål, på Milan Hnilička, då Sverige besegrade Tjeckien med 4–2.
Dessförinnan blev han uttagen att spela sitt första, och enda, VM – som avgjordes i Lettland 2006. Sverige gick obesegrat genom den första gruppspelsrundan och vann därför grupp B. Man tog sig sedan vidare från den andra gruppspelsfasen och ställdes mot USA i kvartsfinal, som man vann tämligen enkelt med 6–0. Efter att ha besegrat Kanada med 5–4 i semifinal var laget klart för VM-final. Väl där ställdes Sverige mot Tjeckien, vilka man besegrade med 4–0. På nio matcher noterades Holmqvist för en assistpoäng.
Holmqvist gjorde sina sista A-landskamper under Karjala Tournament 2007. Han gjorde sitt sista A-landslagsmål den 10 november i en 4–2-seger mot Tjeckien. Dagen därpå spelade han sin sista A-landskamp, i en 0–1-seger mot Finland.

## Statistik

### Klubblag
| 2000–01    | Hammarby IF          | Allsvenskan | 37  | 5  | 13  | 18  | 40  | 10 | 1 | 2  | 3  | 6   |
| 2001–02    | Hammarby IF          | Allsvenskan | 42  | 11 | 13  | 24  | 97  | —  | — | —  | —  | —   |
| 2002–03    | Linköping HC         | Elitserien  | 43  | 4  | 9   | 13  | 28  | 10 | 0 | 0  | 0  | 4   |
| 2003–04    | Hamilton Bulldogs    | AHL         | 4   | 0  | 0   | 0   | 0   | —  | — | —  | —  | —   |
| 2003–04    | Pensacola Ice Pilots | ECHL        | 63  | 4  | 33  | 37  | 16  | 5  | 0 | 4  | 4  | 0   |
| 2004–05    | Springfield Falcons  | AHL         | 42  | 3  | 9   | 12  | 22  | —  | — | —  | —  | —   |
| 2005–06    | Linköping HC         | Elitserien  | 46  | 6  | 16  | 22  | 64  | 13 | 1 | 3  | 4  | 24  |
| 2006–07    | Linköping HC         | Elitserien  | 49  | 7  | 21  | 28  | 54  | 12 | 4 | 5  | 9  | 35  |
| 2007–08    | Frölunda HC          | Elitserien  | 49  | 3  | 23  | 26  | 40  | 4  | 0 | 0  | 0  | 2   |
| 2008–09    | Frölunda HC          | Elitserien  | 7   | 1  | 2   | 3   | 10  | —  | — | —  | —  | —   |
| 2008–09    | Djurgårdens IF       | Elitserien  | 35  | 5  | 11  | 16  | 30  | —  | — | —  | —  | —   |
| 2009–10    | Djurgårdens IF       | Elitserien  | 51  | 3  | 21  | 24  | 84  | 15 | 3 | 3  | 6  | 12  |
| 2010–11    | Djurgårdens IF       | Elitserien  | 48  | 12 | 17  | 29  | 10  | 7  | 0 | 3  | 3  | 2   |
| 2011–12    | Djurgårdens IF       | Elitserien  | 40  | 5  | 9   | 14  | 20  | 10 | 1 | 6  | 7  | 27  |
| 2012–13    | Kölner Haie          | DEL         | 49  | 11 | 39  | 50  | 30  | 12 | 0 | 12 | 12 | 6   |
| 2013–14    | Kölner Haie          | DEL         | 35  | 3  | 18  | 21  | 28  | 17 | 1 | 5  | 6  | 10  |
| 2014–15    | Kölner Haie          | DEL         | 32  | 2  | 15  | 17  | 14  | —  | — | —  | —  | —   |
| 2018–19    | Boo HC Panthers      | Div. 5      | 2   | 0  | 1   | 1   | 0   | —  | — | —  | —  | —   |
| 2018–19    | Kalmar HC            | Div. 1      | 17  | 3  | 14  | 17  | 42  | 3  | 0 | 2  | 2  | 2   |
| SHL totalt | SHL totalt           | SHL totalt  | 368 | 46 | 129 | 175 | 340 | 71 | 9 | 20 | 29 | 106 |
| DEL totalt | DEL totalt           | DEL totalt  | 116 | 16 | 72  | 88  | 72  | 29 | 1 | 17 | 18 | 16  |

### Internationellt
| År            | Lag           | Turnering     | Matcher | Mål | Assists | Poäng | Utv. |
| ------------- | ------------- | ------------- | ------- | --- | ------- | ----- | ---- |
| 2001          | Sverige       | JVM           | 6       | 0   | 2       | 2     | 4    |
| 2006          | Sverige       | VM            | 9       | 0   | 1       | 1     | 0    |
| Junior totalt | Junior totalt | Junior totalt | 6       | 0   | 2       | 2     | 4    |
| Senior totalt | Senior totalt | Senior totalt | 9       | 0   | 1       | 1     | 0    |